# Campeonato Argentino de Futebol de 1934 (AFAP)
O Campeonato Argentino de Futebol de 1934, originalmente denominado Copa Campeonato 1934 pela entidade reguladora oficial, a Asociación Argentina de Football (Amateurs y Profesionales), foi o quinquagésimo quarto e último torneio da Primeira Divisão da chamada era amadora. O certame foi disputado em um único turno de todos contra todos, entre 15 de abril e 28 de outubro de 1934. O Estudiantil Porteño conquistou, pela segunda e última vez, o título de campeão argentino.

## Classificação final
| Pos | Equipes                | Pts | J  | V  | E | D  | GM | GS | SG  |
| --- | ---------------------- | --- | -- | -- | - | -- | -- | -- | --- |
| 1.  | Estudiantil Porteño    | 36  | 22 | 17 | 2 | 3  | 51 | 24 | +27 |
| 2.  | Banfield               | 33  | 22 | 14 | 5 | 3  | 50 | 20 | +30 |
| 3.  | Defensores de Belgrano | 32  | 22 | 15 | 2 | 5  | 39 | 26 | +13 |
| 4.  | Sportivo Dock Sud      | 30  | 22 | 13 | 4 | 5  | 35 | 22 | +13 |
| 5.  | El Porvenir            | 29  | 22 | 13 | 3 | 6  | 42 | 25 | +17 |
| 6.  | General San Martín     | 28  | 22 | 12 | 4 | 6  | 39 | 28 | +11 |
| 7.  | Estudiantes (BA)       | 27  | 22 | 12 | 3 | 7  | 41 | 24 | +17 |
| 8.  | Sportivo Alsina        | 25  | 22 | 11 | 3 | 8  | 42 | 37 | +5  |
| 9.  | Excursionistas         | 23  | 22 | 10 | 3 | 9  | 41 | 35 | +6  |
| 9.  | Sportivo Acassuso      | 23  | 22 | 8  | 7 | 7  | 26 | 26 | 0   |
| 11. | Argentino de Quilmes   | 21  | 22 | 8  | 5 | 9  | 51 | 37 | +14 |
| 11. | Almagro                | 21  | 22 | 8  | 5 | 9  | 32 | 30 | +2  |
| 11. | Colegiales             | 21  | 22 | 6  | 9 | 7  | 23 | 32 | -9  |
| 14. | Nueva Chicago          | 20  | 22 | 7  | 6 | 9  | 36 | 36 | 0   |
| 14. | Argentino de Temperley | 20  | 22 | 7  | 6 | 9  | 31 | 38 | -7  |
| 16. | All Boys               | 18  | 22 | 6  | 6 | 10 | 36 | 41 | -5  |
| 17. | Gutenberg              | 17  | 22 | 7  | 3 | 12 | 36 | 44 | -8  |
| 17. | Barracas Central       | 17  | 22 | 7  | 3 | 12 | 37 | 49 | -12 |
| 17. | Sportivo Barracas      | 17  | 22 | 6  | 5 | 11 | 18 | 31 | -17 |
| 20. | Liberal Argentino      | 15  | 22 | 6  | 3 | 13 | 33 | 53 | -20 |
| 21. | Ramsar                 | 13  | 22 | 4  | 5 | 13 | 21 | 48 | -27 |
| 22. | Sportivo Buenos Aires  | 11  | 22 | 4  | 3 | 15 | 35 | 56 | -21 |
| 23. | Palermo                | 9   | 22 | 3  | 3 | 16 | 16 | 50 | -34 |

## Premiação
| Campeonato Argentino de Futebol de 1934 (AFAP) |
| ---------------------------------------------- |
| Estudiantil Porteño Campeão (2° título)        |

## Goleadores
| Jogador   | Jogador                   | Gols | Equipe               |
| --------- | ------------------------- | ---- | -------------------- |
| Argentina | Pedro Maseda              | 16   | Argentino de Quilmes |
| Argentina | Domingo Alberto Tarasconi | 16   | General San Martín   |

## Bibliografía
- Estévez, Diego (2010). 38 Campeones del fútbol argentino 1891-2010. [S.l.]: Ediciones Continente. ISBN 978-950-754-301-2